# Муй, Анита
Ани́та Муй (иер. 梅艷芳, кант.-рус. Муй Имфо́н, кит.-рус. Мэй Яньфа́н; англ. Anita Mui; 10 октября 1963, Британский Гонконг — 30 декабря 2003, Гонконг, КНР) — гонконгская актриса и певица.

## Биография

### Ранние годы
Анита Муй родилась 10 октября 1963 года в Гонконге младшим, шестым ребёнком в семье. С раннего детства Анита занималась оперой и с номерами оперы выступала в театрах и на улицах.
Когда Аните было 5 лет, её отец умер. Средства на жизнь большой семье Муй приносил бар матери Аниты и, после того как он сгорел, для семьи настали очень трудные времена. Чтобы помочь матери обеспечивать своих братьев и сестёр, Анита бросила школу и начала работать. Вместе со своей старшей сестрой, Энн Муй, Анита выступала в качестве певицы в ночных клубах.

### Карьера
1982 год стал знаковым для Аниты как для певицы. В этом году она победила на конкурсе «Новые певческие таланты» с песней «The Windy Season» (風的季節), обойдя 3000 конкурсантов.
С того момента её карьера пошла в гору и, в общей сложности, до момента смерти она выпустила 50 сольных альбомов. Самым успешным альбомом Муй стал альбом «Bad Girl» (壞女孩) 1985 года (было продано более чем 400 000 экземпляров этого альбома).
В 1990 году Анита объявила об уходе со сцены, чтобы дать дорогу новичкам. Перед окончательным уходом со сцены Анита Муй дала 33 ежедневных ночных концерта. В 1994 году певица вернулась на сцену.
Значительных успехов она достигла и в профессии киноактера. В период 1981—2002 годов Анита снялась в 48-ми фильмах и сериалах. Она снималась совместно с такими звездами китайского, гонконгского и мирового кино, как Джеки Чан, Джет Ли, Саммо Хунг и другими. Её роли в этих фильмах интересны прежде всего тем, что она никогда не занималась боевыми искусствами, а использовала свой талант танцовщицы для сцен, в которых была вынуждена «показывать кунг-фу». Никто и никогда не проявлял такого таланта в этом. Любые другие китайские актрисы, например Люси Лиу, единоборствами занимались всю жизнь.

### Болезнь и смерть
В сентябре 2003 года Анита публично призналась, что больна раком шейки матки. Вместо хирургического вмешательства Муй прошла обычное лечение медикаментами, так как она хотела сохранить возможность зачать ребёнка.
30 декабря 2003 года 40-летняя Муй скончалась. Тысячи фанатов посетили её похороны в следующем месяце.
Её старшая сестра, актриса и певица Энн Муй, скончалась тремя годами ранее от этой же болезни в возрасте 41 года.

## Избранная фильмография
| Год  |   | Русское название                             | Оригинальное название                    | Роль                                    |
| ---- | - | -------------------------------------------- | ---------------------------------------- | --------------------------------------- |
| 2002 | ф | Июльская рапсодия                            | Kei zik                                  | Лам Мань-Чинг                           |
| 2001 | ф | Танец мечты                                  | Oi gwan yue mung                         | Тина Чунг                               |
| 2001 | ф | Полуночный полёт                             | Huang xin jia qi                         | Мишель                                  |
| 2001 | ф | Давай петь вместе                            | Laam goh lui cheung                      | Чу Вай Так                              |
| 2001 | ф | Чун Уень                                     | Chung Mou Yim                            | Император Ци / Предок Хуань             |
| 2000 | ф | Пепел к пеплу                                | Yan fei yan mie                          | Глэдис                                  |
| 1997 | ф | Восемнадцать вёсен                           | Ban sheng yuan                           | Гу Маньлу                               |
| 1996 | ф | Кто женщина, кто мужчина                     | Gam chi yuk yip 2                        | Фан Фан                                 |
| 1995 | ф | Разборка в Бронксе                           | Hong faan kui                            | Элейн                                   |
| 1995 | ф | Тайный агент                                 | Kap ba ba dik sung                       | инспектор Фонг                          |
| 1994 | ф | Пьяный мастер 2                              | Jui kuen II                              | Линг — мачеха Вонга                     |
| 1993 | ф | Волшебный журавль                            | Xin xian he shen zhen                    | Пак Ван-Фай                             |
| 1993 | ф | Героическое трио 2                           | KYin doi hou hap zyun                    | Тунг / Чудо-женщина / Дороти            |
| 1993 | ф | Сопротивление в школе 3                      | To hok wai lung III: Lung gwoh gai nin   | Джуди Тонг Вонг (в титрах Йим-фонг Муи) |
| 1993 | ф | Безумный монах                               | Chai Gong                                | Богиня милосердия                       |
| 1993 | ф | Героическое трио                             | Dung fong sam hap                        | Тунг / Чудо-женщина / Тень Лисицы       |
| 1992 | ф | Воины Луны                                   | Zin san chuen suet                       | Юэт                                     |
| 1992 | ф | Правосудие моей пятки                        | Sam sei goon                             | Миссис Сун (в титрах Йим-фонг Муи)      |
| 1991 | ф | Спаситель души                               | Gau yat: San diu hap lui                 | Ю Мэй-кван                              |
| 1991 | ф | Пока мы не встретимся вновь                  | Ho yat gwan tsoi loi                     | Муи Йе                                  |
| 1991 | ф | Самая высокая ставка                         | Dou baa                                  | Мэй (в титрах Йим-фонг Муи)             |
| 1990 | ф | Шанхай, Шанхай                               | Luan shi er nv                           | Мэри Сунг Чиа Пи                        |
| 1990 | ф | Ёсико Кавасима                               | Chuen Do Fong Ji                         | Ёсико Кавасима                          |
| 1990 | ф | Ключи от сейфа                               | Fu gui bing tuan                         | Джон                                    |
| 1989 | ф | Светлое будущее 3: Любовь и смерть в Сайгоне | Ying hung boon sik III: Zik yeung ji gor | Чоу Ин-Кит                              |
| 1989 | ф | Чудеса                                       | Kei zik                                  | Люмин Ян                                |
| 1988 | ф | Одного мужа слишком много                    | Yat chai leung foo                       | Пак                                     |
| 1988 | ф | Три желания                                  | Hak sam gwai                             |                                         |
| 1988 | ф | Величайший любовник                          | Gong zi duo qing                         | Анита                                   |
| 1987 | ф | Счастливый двоеженец                         | Yi wu liang qi                           | Пак                                     |
| 1987 | ф | Проблемные парочки                           | Kai xin wu yu                            | Муи Тай-Хын                             |
| 1987 | ф | Румяна                                       | Yim ji kau                               | Флёр                                    |
| 1987 | ф | Оцепеневшие от страха                        | Siu sang mung ging wan                   | Муи                                     |
| 1986 | ф | Инспектор Шоколад                            | Shen tan zhu gu li                       | Цзяо-Чяо                                |
| 1986 | ф | 100 способов убить вашу жену                 | Sha qi er ren zu                         | Фанг                                    |
| 1986 | ф | Последняя песня в Париже                     | Ou ran                                   | Анита Чоу                               |
| 1985 | ф | Молодые копы                                 | Qing chun chai guan                      |                                         |
| 1985 | ф | Алмаз удачи                                  | Juk nei ho wan                           | Джи                                     |
| 1984 | ф | За жёлтой линией                             | Yuen fan                                 | Анита                                   |
| 1983 | ф | Сенсационная пара                            | Suk jat, suk yat                         |                                         |
| 1983 | ф | Давай посмеёмся                              | Biu choh chat yat ching                  |                                         |
| 1983 | ф | Безумный, безумный '83                       | Fung kwong 83                            |                                         |

## Упоминания
— Изначально Анита Муи была приглашена в фильм «Дом летающих кинжалов» на одну из главных ролей, которая должна была стать её последней. Однако она умерла от рака до того, как начались съёмки. Режиссёр Чжан Имоу посвятил фильм памяти Аниты
— Фильм «Анита» (2021) снят по мотивам жизни легендарной гонконгской певицы и актрисы